# Cyrtodesmus coronatus
Cyrtodesmus coronatus är en mångfotingart som beskrevs av Loomis 1964. Cyrtodesmus coronatus ingår i släktet Cyrtodesmus och familjen Cyrtodesmidae. Inga underarter finns listade i Catalogue of Life.